# 小倉謙 (警察官僚)
小倉 謙（おぐら けん、1911年4月21日 - 1977年7月23日）は、日本の内務・警察官僚。第64代警視総監。

## 経歴
病院長・小倉金作の長男として名古屋市で生まれる。台湾新竹州立新竹中学校、愛知一中、第一高等学校を経て、1935年3月、東京帝国大学法学部を卒業。1934年10月、高等試験行政科試験に合格。1935年、内務省に入り内務属として警保局保安課に配属。
1937年7月、地方事務官として大分県に赴任。以後、大分県地方課長、鳥取県警察部特別高等課長、内務事務官、内務大臣秘書官などを歴任。
戦後、1945年10月、終戦連絡中央事務局の終戦連絡官（政治部治安課長）に就任。調査局第三課長、兼調査局第四課長を務め、1947年12月に廃官となる。1948年1月、総理庁内事局第二局調査課長となり、さらに内事局第一局刑事部犯罪統計課長を務め、1948年3月に廃官。同年同月、国家地方警察本部に転じ、警視・刑事部捜査課長に就任。以後、国家地方警察愛知県警察長、愛知県国家地方警察隊長、愛知県警察本部長、警視庁警務部長を歴任し、1958年9月、警視総監に就任。浅沼稲次郎暗殺事件、嶋中事件などの責任を取り、1961年2月に辞職した。
その後、海外技術協力事業団監事、農地開発機械公団理事長などを務めた。

## 著作・文献
- 共著 警察研究会編『註釈警察全書』警察時報社、1949年。
- 小倉謙氏追想録刊行会編『小倉謙 追想録』小倉謙氏追想録刊行会、1979年。